# Вільгельм де Шатонеф
Вільгельм (Гійом) де Шатонеф (фр. Guillaume de Chateauneuf; д/н —1258) — 18-й великий магістр ордену госпітальєрів у 1242/1243—1258 роках.

## Життєпис
Походив з Бургундії або Оверні. Перша письмова згадка про нього припадає на жовтень 1233 року, коли Вільгельма де Шатонефа названо звичайним братчиком ордену госпітальєрів. 1241 року вже досяг посади маршала ордену.
У 1242 або 1243 році обирається новим великим магістром. 1244 року брав участь в обороні Єрусалиму від хорезмійців. Брав участь у битві при Форбії 1244 року, де християни зазнали нищівної поразки, а де Шатонеф потрапив у полон. Наслідком стало захоплення хорезмійцями Єрусалиму. Провів у полоні 6 років. В цей час орденом керував лейтенант і інтерим Жан де Роне.
Після сплати викупу повернувся до Акри. Спочатку займався зміцненням фортеці Крак де Шевальє. У 1256 році втрутився у війну між Генуєю і Венецією на боці першої. Втім воював переважно проти тамплієрів, що були союзниками венеційців. Війна тривала до самої смерті великого магістра у 1258 році. Новим великим магістром став Гуго де Ревель.